# 北克雷森特城 (加利福尼亞州)
北克雷森特城（英語：Cresent City North）是位於美國加利福尼亞州德爾諾特縣的一個非建制地區。該地的面積和人口皆未知。

## 地理
北克雷森特城的座標為41°45′58″N 124°13′01″W / 41.76611°N 124.21694°W，而該地的平均海拔高度為10米（即33英尺）。